# A Ferencvárosi TC 2020–2021-es szezonja
Ez a szócikk a Ferencvárosi TC 2020–2021-es szezonjáról szól, amely sorozatban a tizenegyedik, összességében pedig a 117. idénye volt a csapatnak a magyar első osztályban. A klub fennállásának ekkor volt a 122. évfordulója. A szezon 2020 júliusában kezdődött, és 2021 májusában fejeződött be.
A bajnokság első fordulójában, 2020. augusztus 14-én az MTK otthonába látogattak (1–1). Az ősszel megrendezett tizenhat bajnoki mérkőzés alatt a csapat a bajnoki címet érő, 1. helyen telelhetett. Utolsó bajnokijukat a Budapest Honvéd ellen játszották idegenben (2–1). A szezon végén a csapat megszerezte sorozatban a harmadik, összességében pedig a 32. magyar bajnoki aranyérmét.
2021. február 24-én búcsúztak a magyar kupa küzdelmeitől, a legjobb 16 között, a MOL Fehérvár ellen (1–2). A szezon egyik nagy eredménye, hogy az 1995–1996-os szezon után először jutottak be a Bajnokok Ligája csoportkörébe, ahol a spanyol FC Barcelona, az olasz Juventus, és az ukrán Dinamo Kijiv mellett negyedik helyen végeztek egy ponttal.
Hazai mérkőzéseiket a Groupama Arénában játszották, két Bajnokok Ligája mérkőzést kivéve, amikor a Puskás Arénában a Juventus, valamint a Barcelona ellen játszottak csoportmérkőzést. A koronavírus-járvány miatt mérkőzéseik nagy részét zárt kapuk mögött kellett lejátszaniuk.

## A szezon

### Nyári felkészülési időszak
Június-július
2020. július elsején végleg megszerezték az ukrán Olekszandr Zubkov játékjogát, majd július 8-án bejelentették a magyar válogatott Bogdán Ádám érkezését. Július 17-én megérkeztek az ausztriai edzőtáborukba. 2020. július 21-én kezdték a felkészülést, a másodosztályban szereplő Haladás ellen csak egy döntetlenre futotta (2–2). A második felkészülési mérkőzésükön kiütötték a cseh FK Frýdek-Místek csapatát (9–0). Az NK Brežice ellen szintén kiütéssel győztek (4–0). 2–2 arányban végeztek a szlovén másodosztályban szereplő NK Drava Ptuj ellen.

### Őszi szezon
Július-december

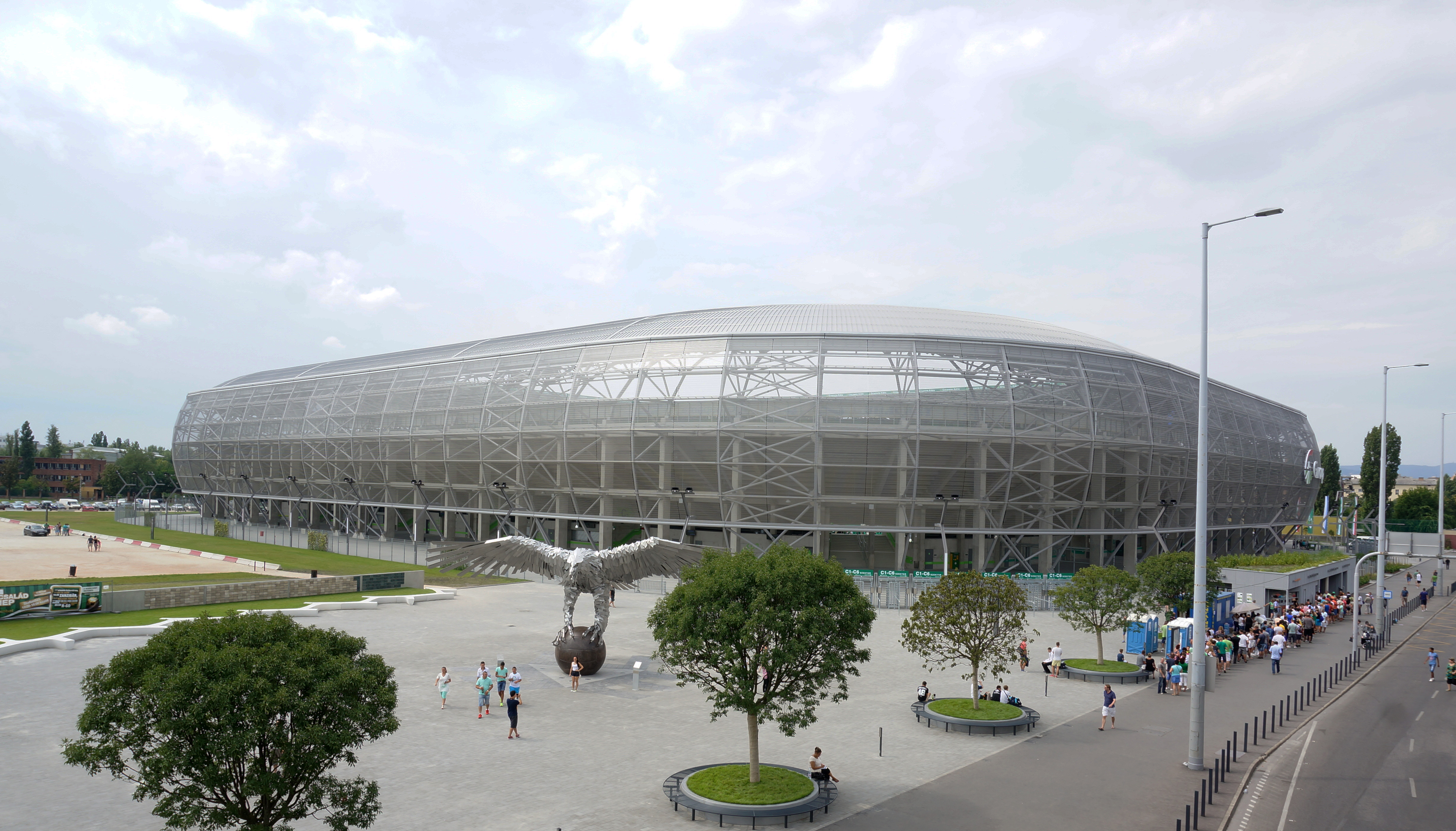
A csapat stadionja, a Groupama Aréna

Augusztus elején a szlovéniai Barkócra utaztak, hogy részt vegyenek egy felkészülési mérkőzésen az NK Tabor Sežana ellen (1–1). Közben megszerezték a lengyel Korona Kielcétől a bosnyák válogatott Adnan Kovačevićet. Egy nappal később az FC Koper ellen léptek pályára, Sigér és Boli góljaival 2–0-ra győztek. Augusztus 7-én két játékos is érkezett Horvátországból, az albán Myrto Uzuni a Lokomotivától, Roko Baturina pedig a Dinamo Zagreb második csapatától szerződött a magyar klubhoz. Egy nappal később a Rapid Wien ellen játszottak, 1–0-s győzelmet arattak. Augusztus 5-én a szerződtették a Voluntaritól a középpályás poszton szereplő Aïssa Laïdounit. Augusztus 14-én játszották az első mérkőzésüket a magyar bajnokságban, a mérkőzés 1–1-s végeredménnyel zárult. A Bajnokok Ligája selejtezőjének első fordulójában Tokmac két góljával nyertek a svéd Djurgårdens ellen (2–0). 2020. november 26.-án újabb bravúrt értek el, a Celticet búcsúztatták idegenben (2–1). A bajnokság második fordulójában 2–1 arányban győztek a Zalaegerszegi TE csapata ellen. Szeptember 5-én egy sok gólt hozó edzőmérkőzésen múlták felül a Soroksárt (4–3). Szeptember 11-én újabb győzelmet arattak a bajnokságban, a Paks elleni hazai mérkőzésen 5–0-ra nyertek Tokmac mesterhármasával. Szeptember 16-án, a BL selejtezőjének 3. fordulóján 2–1 arányban győztek, ezzel a MOL Vidi 2018–19-es rájátszásba kerülése óta az első magyar csapat lettek, akik a Bajnokok Ligája rájátszásába kerültek.

„(…) Büszke vagyok a csapatra. (…) Most nagyon kemény négy körön vagyunk túl, teljesen mindegy, éppen ki volt az ellenfél, mindig egy aktuális bajnok volt. Nagy büszkeséget szereztünk az országnak. Mindenki sokat foglalkozik a klubok költségvetésével, most pedig olyan csapatokkal találkozhatunk, melyeknek több mint tízszer akkora, mint nekünk. (…)”

– Szerhij Rebrov,  a Ferencváros vezetőedzője a BL-csoportkörbe jutásról 

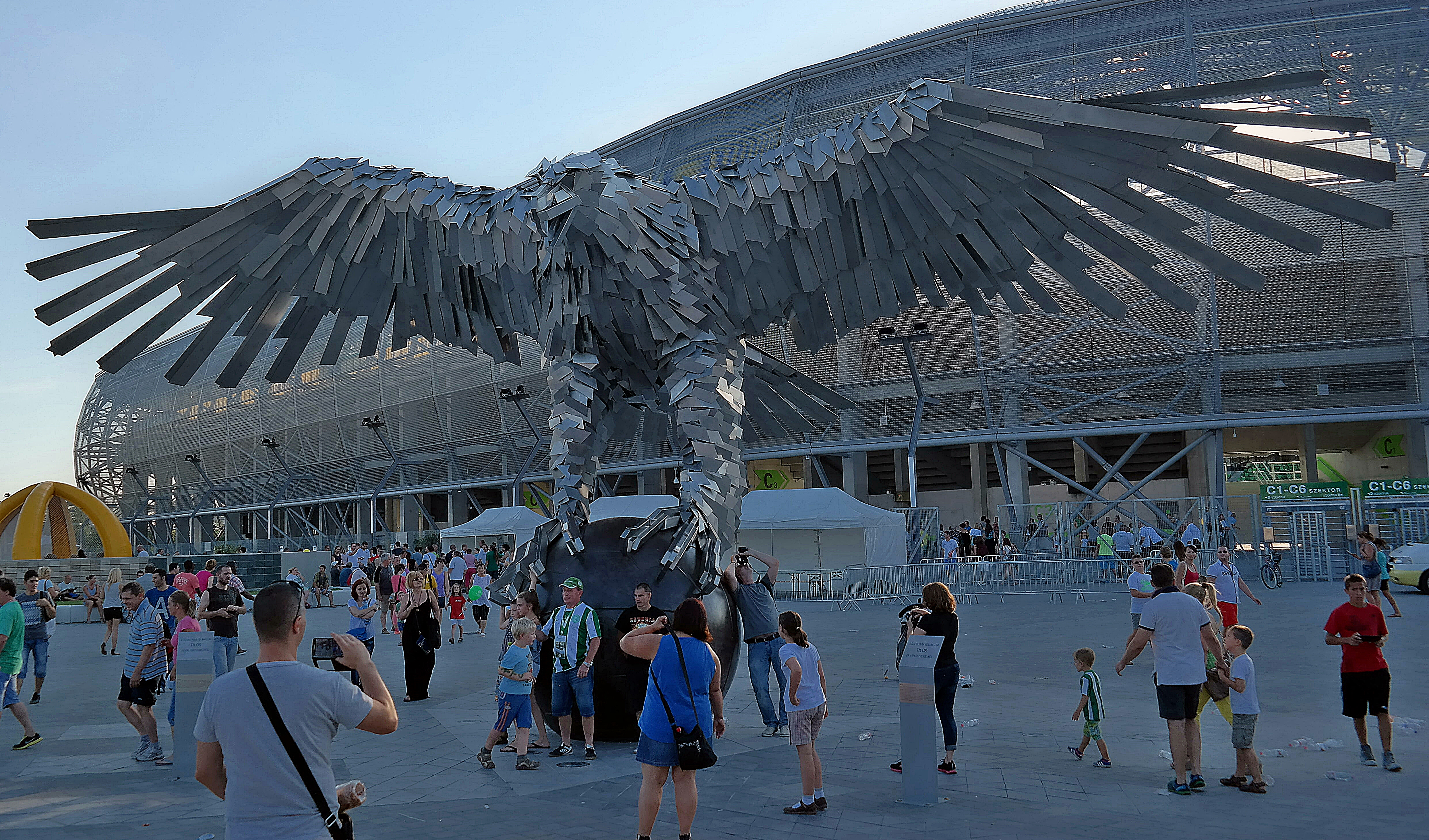
A stadion előtt álló sasszobor

A magyar kupa küzdelmeit a Ráckeve ellen kezdték, idegenben kiütéses győzelmet arattak (6–1). A BL rájátszásának első fordulójában egy sok gólt hozó döntetlent sikerült kiharcolni (3–3). A visszavágón, hazai pályán 0–0-s eredmény született, ezzel idegenben lőtt több góllal a Ferencváros 25 év után először bejutott a Bajnokok Ligája csoportkörébe. December 4-én, a bajnokság 6. fordulójában 2–1-re felülmúlták a Puskás Akadémia együttesét. A BL-főpróbán 2–0 arányban győztek a Kisvárda otthonában. A BL-csoportmeccs már nem alakult jól a zöld-fehérek számára, a Barcelona 5–1 arányban verte őket a Camp Nou-ban. A ferencvárosiak gólját Haratyin szerezte büntetőből. Négy nappal később 2–0-ra nyertek az Újpest elleni rangadón, a gólokat Tokmac és Somália szerezte. Október 28-án újabb BL-csoportmeccsen léptek pályára, 2–0-s hátrányból álltak fel, és szereztek pontot a Dinamo Kijiv ellen (2–2). Idegenben egy pontot szereztek a MOL Fehérvár ellen (1–1). A BL csoportkörének 3. fordulójában a Juventus elleni mérkőzést 4–1-re elveszítették, a ferencvárosiak becsületgóját Boli szerezte. A bajnokság 10. fordulójában 3–0 arányban verték a Mezőkövesd csapatát. November 14-én folytatták menetelésüket a magyar kupában, idegenben ütötték ki a Bicskét (5–0). A Honvéd otthonában Heister gólja döntött (1–0). A BL-ben a Juventus otthonában maradtak alul egy szoros mérkőzésen (1–2). A zöld sasok Uzuni góljával még vezettek, azonban az olaszok Ronaldo és Morata góljaival megfordították a mérkőzést. Az NB I 12. fordulójában hazai környezetben verték az MTK csapatát (2–0). A Barcelona csapata ellen a papírforma érvényesült, a Fradi 3–0-s vereséget szenvedett a katalánoktól. December 5-én 3–1-re győztek a DVTK ellen, a gólokat Baturina, Zubkov és Uzuni szállította (3–1). A Bajnokok Ligája csoportkörének utolsó fordulójában kikaptak a Dinamo Kijiv otthonában (0–1), emiatt nem jutottak tovább az Európa-liga egyenes  kieséses szakaszába. December 12-én hazai pályán győztek a Zalaegerszegi TE ellen (2–0), majd a Fehérvári úton verték a Paks csapatát (3–1). A 2020-as év utolsó bajnokiján 2–1-re verték a Budafoki MTE együttesét. A csapat a bajnokság felénél a tabella első helyén telelhetett, összesen 41 pontot gyűjtve.

### Téli felkészülési időszak
Január-február
Január 7-én érkeztek meg a spanyolországi edzőtáborba, a csapatból 27-en utaztak el a felkészülésre. Két nappal később a spanyol negyedosztályban szereplő Alhaurín de la Torre csapatát 4–0-val ütötték ki. Január 12-én Észtország nemzeti válogatottja ellen játszottak felkészülési mérkőzést, Laïdouni góljával nyertek (1–0). Harmadik barátságos meccsüket a harmadosztályú Algeciras ellen győztek (3–0). 2021. január 18-án és 21-én két magyar játékost igazoltak, előbb Gera Dániel, majd Katona Máté került bemutatásra.

### Tavaszi szezon
Február-június

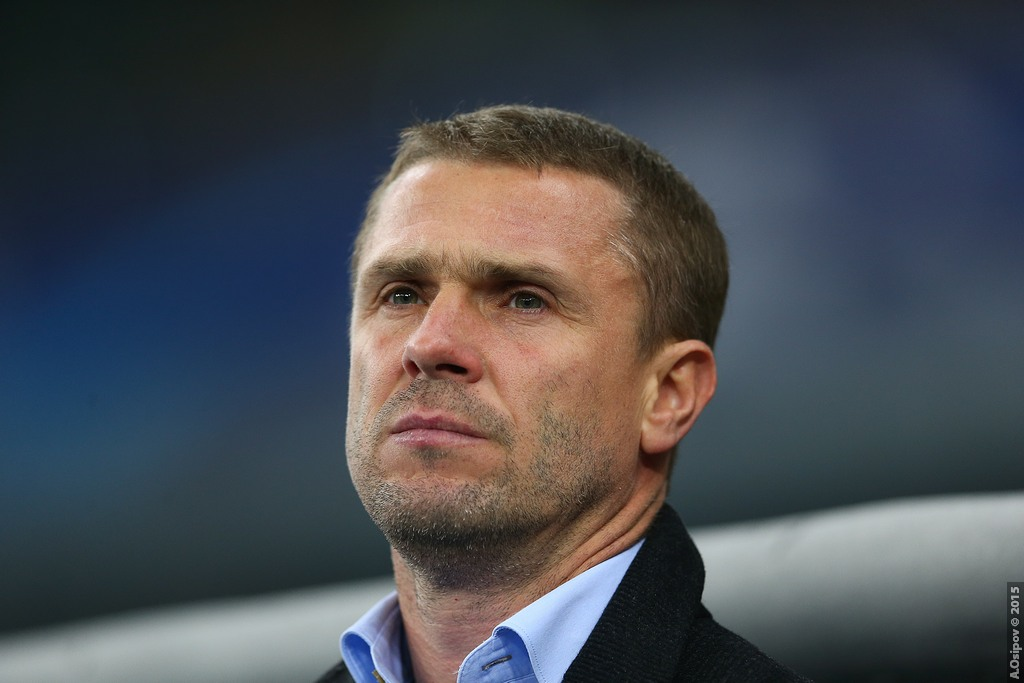
Szerhij Rebrov, a csapat vezetőedzője

A téli felkészülés utáni első NB I-es mérkőzésen, a DVTK ellen 1–0-s vereséget szenvedtek hazai pályán. Ezt a meccset eredetileg ősszel, a 2. fordulóban játszották volna, azonban a Fradi kérésére elhalasztották. A Puskás Akadémia otthonában döntetlent játszott a csapat (1–1). Egy újabb bepótolt mérkőzésen a Ferencváros idegenben verte a Budafok csapatát (3–0). Az NBI 18. fordulójában 1–1-s döntetlent játszottak a Kisvárda ellen, hazai pályán. Az Újpest elleni derbin 4–0-ra kiütötték a IV. kerületieket, ezzel kieső helyre sodorva őket. Február 3-án megszerezték a belga-marokkói kettős nemzetiségű belső védőt, Samy Mmaee-t. A játékos a belga első osztályú Sint-Truidense csapatától érkezett. Érkezett még az amerikai származású védő, Henry Wingo. Február 12-én szerződtették a IFK Göteborgtól a grúz Giorgi Haraisvilit. A 20. fordulóban 2–0 arányban verték, a gólokat Uzuni és Tokmac szerezte. A magyar kupában folytatták menetelésüket, a másodosztályú Dorog ellen győztek (2–1). Február 14-én, a Mezőkövesd otthonában 2–2-s döntetlent értek el. Hat nappal később Uzuni gólja döntött a Honvéd ellen, a bajnokság 22. fordulójában (1–0). A magyar kupában a nyolcaddöntő jelentette a végállomást, a MOL Fehérvár állította meg a zöld-fehéreket (1–2). Három nappal később döntetlen született az MTK elleni örökrangadón (2–2). Az NB I 24. fordulójában Boli gólja döntött a Groupama Arénában, a DVTK ellen (1–0). A következő körben a ZTE otthonába látogattak, ahol 2–2-s döntetlent értek el a zöldek. Március 14-én egy sok gólt hozó meccsen tartották otthon a három pontot a Paks ellen. A Budafok ellen kiütéssel nyertek idegenben (4–0). Április 10-én bebiztosíthatták volna bajnoki címüket a Puskás Akadémia ellen, azonban döntetlent játszottak a felcsútiakkal. A Kisvárda stadionjában is elmaradt a bajnokavatás, hiszen a mérkőzés 0–0-s végeredménnyel zárult. Április 20-án, az Újpest elleni rangadón végül bebiztosították 32. bajnoki aranyukat (3–0). A következő két mérkőzésükön sem maradt el a győzelem, előbb a MOL Fehérvárt, majd a Mezőkövesdet verték. A 32. bajnoki aranyérmüket a szurkolókkal ünnepelték a Mezőkövesd elleni meccs után. A Honvéd ellen játszották utolsó bajnokijukat az idényben (2–1), ezzel pontrekordot döntve, 78 ponttal lettek a bajnokság győztesei.

## Játékoskeret
| No. |     | Poszt | Játékos           |
| --- | --- | ----- | ----------------- |
| 1   | HUN | K     | Bogdán Ádám       |
| 3   | MAR | V     | Samy Mmaee        |
| 7   | BRA | KP    | Somália           |
| 8   | HUN | V     | Lovrencsics Gergő |
| 10  | NOR | CS    | Tokmac Nguen      |
| 11  | UKR | CS    | Olekszandr Zubkov |
| 14  | UKR | KP    | Ihor Haratyin     |
| 15  | BIH | V     | Adnan Kovačević   |
| 17  | BIH | V     | Eldar Ćivić       |
| 18  | HUN | KP    | Sigér Dávid       |
| 19  | HUN | KP    | Vécsei Bálint     |
| 20  | SVK | KP    | Róbert Mak        |
| 21  | HUN | V     | Botka Endre       |
| 22  | CRO | CS    | Roko Baturina     |
| 23  | HUN | KP    | Gera Dániel       |

| No. |     | Poszt | Játékos           |
| --- | --- | ----- | ----------------- |
| 24  | HUN | KP    | Katona Máté       |
| 25  | SVN | V     | Miha Blažič       |
| 26  | GER | V     | Marcel Heister    |
| 27  | GEO | CS    | Giorgi Haraisvili |
| 31  | USA | V     | Henry Wingo       |
| 33  | GEO | V     | Lasa Dvali        |
| 70  | CIV | CS    | Franck Boli       |
| 77  | ALB | CS    | Myrto Uzuni       |
| 88  | BRA | CS    | Isael             |
| 90  | HUN | K     | Dibusz Dénes      |
| 92  | SVK | KP    | Michal Škvarka    |
| 93  | TUN | KP    | Aïssa Laïdouni    |

## Átigazolások
| A táblázat a jobb oldali szövegre kattintva nyitható/csukható | A táblázat a jobb oldali szövegre kattintva nyitható/csukható | A táblázat a jobb oldali szövegre kattintva nyitható/csukható | A táblázat a jobb oldali szövegre kattintva nyitható/csukható | A táblázat a jobb oldali szövegre kattintva nyitható/csukható | A táblázat a jobb oldali szövegre kattintva nyitható/csukható |
| Érkezett játékosok                                            | Érkezett játékosok                                            | Érkezett játékosok                                            | Érkezett játékosok                                            | Érkezett játékosok                                            | Érkezett játékosok                                            |
| #                                                             | Poszt                                                         | Játékos                                                       | Kor                                                           | Honnan                                                        | Időpont                                                       |
| ------------------------------------------------------------- | ------------------------------------------------------------- | ------------------------------------------------------------- | ------------------------------------------------------------- | ------------------------------------------------------------- | ------------------------------------------------------------- |
| 1                                                             | KAP                                                           | Bogdán Ádám                                                   | 33                                                            | Hibernian                                                     | 2020. július 8.                                               |
| 11                                                            | CS                                                            | Olekszandr Zubkov                                             | 24                                                            | Sahtar Doneck                                                 | 2020. július 1.                                               |
| 15                                                            | V                                                             | Adnan Kovačević                                               | 27                                                            | Korona Kielce                                                 | 2020. augusztus 1.                                            |
| 20                                                            | KP                                                            | Róbert Mak                                                    | 29                                                            | szabadon igazolható                                           | 2020. szeptember 25.                                          |
| 22                                                            | CS                                                            | Roko Baturina                                                 | 20                                                            | Dinamo Zagreb II                                              | 2020. augusztus 7.                                            |
| 77                                                            | CS                                                            | Myrto Uzuni                                                   | 25                                                            | Lokomotiva Zagreb                                             | 2020. augusztus 7.                                            |
| 93                                                            | KP                                                            | Aïssa Laïdouni                                                | 24                                                            | Voluntari                                                     | 2020. augusztus 5.                                            |
| 3                                                             | V                                                             | Samy Mmaee                                                    | 24                                                            | Sint-Truidense                                                | 2021. február 3.                                              |
| 23                                                            | KP                                                            | Gera Dániel                                                   | 25                                                            | MTK                                                           | 2021. január 18.                                              |
| 24                                                            | KP                                                            | Katona Máté                                                   | 24                                                            | MTK                                                           | 2021. január 21.                                              |
| 27                                                            | KP                                                            | Giorgi Haraisvili                                             | 24                                                            | IFK Göteborg                                                  | 2021. február 12.                                             |
| 31                                                            | V                                                             | Henry Wingo                                                   | 25                                                            | Molde FK                                                      | 2021. január 18.                                              |
| Távozott játékosok                                            |                                                               |                                                               |                                                               |                                                               |                                                               |
| #                                                             | Poszt                                                         | Játékos                                                       | Kor                                                           | Hová                                                          | Időpont                                                       |
| 1                                                             | KAP                                                           | Varga Ádám                                                    | 22                                                            | Soroksár SC (kölcsönbe)                                       | 2020. július 27.                                              |
| 7                                                             | CS                                                            | Szerető Krisztofer                                            | 21                                                            | Soroksár SC (kölcsönbe)                                       | 2020. július 13.                                              |
| 9                                                             | KP                                                            | Csernik Kornél                                                | 22                                                            | Soroksár SC (kölcsönbe)                                       | 2019. július 1.                                               |
| 11                                                            | KP                                                            | Szánthó Regő                                                  | 20                                                            | Zalaegerszegi TE (kölcsönbe)                                  | 2020. július 26.                                              |
| 13                                                            | CS                                                            | Mikalaj Szihnevics                                            | 29                                                            | FK Himki                                                      | 2020. szeptember 8.                                           |
| 22                                                            | V                                                             | Takács Zsombor                                                | 22                                                            | Soroksár SC                                                   | 2020. július 1.                                               |
| 24                                                            | KP                                                            | Gastón Lódico                                                 | 22                                                            | CA Lanús (kölcsönből vissza)                                  | 2020. június 30.                                              |
| 34                                                            | V                                                             | Otigba Kenneth                                                | 28                                                            | Vasas SC                                                      | 2020. szeptember 22.                                          |
| 58                                                            | V                                                             | Silye Erik                                                    | 24                                                            | Vasas SC                                                      | 2020. július 28.                                              |
| 99                                                            | KAP                                                           | Gróf Dávid                                                    | 32                                                            | DVSC (kölcsönbe)                                              | 2020. szeptember 4.                                           |
| —                                                             | V                                                             | Leandro                                                       | 39                                                            | Ferencvárosi TC II                                            | 2020. július 1.                                               |
| —                                                             | KP                                                            | Bőle Lukács                                                   | 31                                                            | klub nélkül                                                   | 2020. október 1.                                              |
| —                                                             | CS                                                            | Davide Lanzafame                                              | 33                                                            | Budapest Honvéd                                               | 2020. július 1.                                               |
| 11                                                            | CS                                                            | Varga Roland                                                  | 31                                                            | MTK                                                           | 2021. január 18.                                              |
| 14                                                            | CS                                                            | Ammar Ramadan                                                 | 20                                                            | Soroksár SC (kölcsönbe)                                       | 2021. január 28.                                              |
| 14                                                            | CS                                                            | Dejan Georgijević                                             | 27                                                            | Velež Mostar                                                  | 2021. február 7.                                              |
| 16                                                            | V                                                             | Csontos Dominik                                               | 18                                                            | Soroksár SC (kölcsönbe)                                       | 2021. február 11.                                             |
| 21                                                            | KP                                                            | Csonka András                                                 | 21                                                            | Budafoki MTE (kölcsönbe)                                      | 2021. január 15.                                              |
| 25                                                            | V                                                             | Abraham Frimpong                                              | 28                                                            | El-Ajn FC                                                     | 2021. február 1.                                              |
| —                                                             | KAP                                                           | Szécsi Gergő                                                  | 32                                                            | Soroksár SC (kölcsönbe)                                       | 2021. február 11.                                             |

## Szakmai stáb
Az alábbi táblázatban láthatóak a Ferencváros szakmai stábjának tagjai a 2020–2021-es szezonban:
| Név                      | Beosztás                 |
| ------------------------ | ------------------------ |
| Szerhij Rebrov           | Vezetőedző               |
| Alberto Bosch            | Másodedző                |
| Unai Melgosa Zorrilla    | Másodedző                |
| Máté Csaba               | Másodedző                |
| Haáz Ferenc              | Technikai vezető         |
| Jeferson Alex dos Santos | Technikai edző           |
| Balogh Tamás             | Kapusedző                |
| Bali Péter               | Erőnléti edző            |
| Kovács Bence             | Erőnléti asszisztens     |
| Haáz Ferenc              | Erőnléti asszisztens     |
| Dr. Pánics Gergely       | Csapatorvos              |
| Dr. Reha Gábor           | Csapatorvos              |
| Peter Friar              | Fizioterapeuta           |
| Nagy Richárd             | Fizioterapeuta           |
| Lipcsei Gábor            | Masszőr                  |
| Demény László            | Masszőr                  |
| Makkai Ádám              | Masszőr                  |
| Dr. Kárpáti Róbert       | Sportpszichiáter         |
| Kökény Antal             | Csapatmenedzser          |
| Balogh Ákos              | Mérkőzés- és videóelemző |
| Czakó Péter              | Szertáros / Masszőr      |

## Statisztikák

### Kiírások
A Ferencvárosi TC ebben a szezonban három kiírás küzdelmeiben vett részt.
| Kiírás          | Statisztikák | Statisztikák | Statisztikák | Statisztikák | Statisztikák | Statisztikák | Kezdő forduló | Végső forduló/ helyezés | Mérkőzések dátumai | Mérkőzések dátumai |
| Kiírás          | M            | GY           | D            | V            | LG–KG        | GK           | Kezdő forduló | Végső forduló/ helyezés | Első               | Utolsó             |
| --------------- | ------------ | ------------ | ------------ | ------------ | ------------ | ------------ | ------------- | ----------------------- | ------------------ | ------------------ |
| OTP Bank Liga   | 33           | 23           | 9            | 1            | 69–22        | +47          | –             | Győztes                 | 2020. 08. 14.      | 2021. 05. 08.      |
| Magyar kupa     | 4            | 3            | 0            | 1            | 14–4         | +10          | 6. forduló    | 9. forduló              | 2020. 09. 19.      | 2021. 02. 24.      |
| Bajnokok Ligája | 11           | 3            | 3            | 5            | 14–22        | —17          | 1. forduló    | Csoportkör              | 2020. 08. 19.      | 2020. 12. 08.      |

## OTP Bank Liga

### Mérkőzések
| 1. forduló 2020. augusztus 14. 18:15 |

| MTK                  | 1–1               | Ferencváros                      |
| -------------------- | ----------------- | -------------------------------- |
| Gera D. 37' Baki 15' | (1–0) Jegyzőkönyv | Tokmac 59' Boli 57' Blažič 90+4' |

| Hidegkuti Nándor Stadion, Budapest Nézőszám: 4 445 Játékvezető: Solymosi Péter (magyar) |

- Elhalasztott mérkőzés

| 2. forduló 2021. január 20. 20:00 |

| Ferencváros           | 0–1               | DVTK                                  |
| --------------------- | ----------------- | ------------------------------------- |
| Dvali 55' Uzuni 90+3' | (0–0) Jegyzőkönyv | Márkvárt 39' Suljić 85' Živulić 90+3' |

| Groupama Aréna, Budapest Játékvezető: Pintér Csaba (magyar) |

| 3. forduló 2020. augusztus 30. 17:45 |

| Zalaegerszeg                                               | 1–2               | Ferencváros                                                          |
| ---------------------------------------------------------- | ----------------- | -------------------------------------------------------------------- |
| Babati 83' Bobál 22' Gergényi 46' Tanasin 57' Lesjak 90+3' | (0–1) Jegyzőkönyv | Ćivić 40' Haratyin 53' Botka 31′ Dibusz 49' Haratyin 56' Uzuni 90+2' |

| ZTE Aréna, Zalaegerszeg Nézőszám: 8 429 Játékvezető: Pintér Csaba (magyar) |

| 4. forduló 2020. szeptember 11. 20:00 |

| Ferencváros                      | 5–0               | Paks                             |
| -------------------------------- | ----------------- | -------------------------------- |
| Tokmac 1' 20' 28' Boli 47' 90+2' | (3–0) Jegyzőkönyv | Böde 3' Haraszti 38' Szélpál 63' |

| Groupama Aréna, Budapest Nézőszám: 7021 Játékvezető: Andó-Szabó Sándor (magyar) |

- Elhalasztott mérkőzés

| 5. forduló 2021. január 27. 20:00 |

| Budafoki MTE                      | 0–3               | Ferencváros                                                             |
| --------------------------------- | ----------------- | ----------------------------------------------------------------------- |
| Filkor 37' Zeke 66' Csizmadia 67' | (0–1) Jegyzőkönyv | Uzuni 25' (11-esből) Haratyin 32', 67' (11-esből) Sigér 36' Csontos 58' |

| Promontor utcai stadion, Budapest Játékvezető: Iványi Zoltán (magyar) |

| 6. forduló 2020. október 4. 17:30 |

| Ferencváros   | 2–1               | Puskás Akadémia                              |
| ------------- | ----------------- | -------------------------------------------- |
| Isael 43' 48' | (1–1) Jegyzőkönyv | Nunes 4' Komáromi 39' Kiss T. 82' Tóth 90+3' |

| Groupama Aréna, Budapest Játékvezető: Karakó Ferenc (magyar) |

| 7. forduló 2020. október 16. 20:00 |

| Kisvárda                                           | 0–2               | Ferencváros                                        |
| -------------------------------------------------- | ----------------- | -------------------------------------------------- |
| Fernando Viana 45' Lucas 47' Rubus 54' Simović 89' | (0–0) Jegyzőkönyv | Lovrencsics 61' Isael 67' Dibusz 85' Karaszjuk 89' |

| Várkerti Stadion, Kisvárda Játékvezető: Berke Balázs (magyar) |

| 8. forduló 2020. október 24. 19:30 |

| Ferencváros                                                  | 2–0               | Újpest                                                                |
| ------------------------------------------------------------ | ----------------- | --------------------------------------------------------------------- |
| Tokmac 39' Somália 61' Heister 69' Dibusz 78' Frimpong 90+3' | (1–0) Jegyzőkönyv | Mitrović 50' Beridze 64' Antonov 74' Csongvai 79' Bacsa 84' Onovo 90' |

| Groupama Aréna, Budapest Nézőszám: 15 789 Játékvezető: Bogár Gergő (magyar) |

| 9. forduló 2020. október 31. 19:30 |

| MOL Fehérvár                                                                               | 1–1               | Ferencváros                        |
| ------------------------------------------------------------------------------------------ | ----------------- | ---------------------------------- |
| Márton 17' Nikolics 55' (11-esből) Petrjak 66' Nikolov 76' Fiola 81' Bolla 88' Evandro 89' | (0–1) Jegyzőkönyv | Laïdouni 37' Somália 43' Sigér 85' |

| MOL Aréna Sóstó, Székesfehérvár Nézőszám: 7 229 Játékvezető: Karakó Ferenc (magyar) |

| 10. forduló 2020. november 8. 17:00 |

| Ferencváros                                       | 3–0               | Mezőkövesd |
| ------------------------------------------------- | ----------------- | ---------- |
| Tokmac 15' Boli 20' Sigér 34' Uzuni 46' Dvali 49' | (3–0) Jegyzőkönyv | 44′ Meszhi |

| Groupama Aréna, Budapest Nézőszám: 2 921 Játékvezető: Iványi Zoltán (magyar) |

| 11. forduló 2020. november 21. 19:30 |

| Budapest Honvéd      | 0–1               | Ferencváros |
| -------------------- | ----------------- | ----------- |
| Gazdag 34' Ugrai 51' | (0–1) Jegyzőkönyv | 27' Heister |

| Hidegkuti Nándor Stadion, Budapest Játékvezető: Solymosi Péter (magyar) |

| 12. forduló 2020. november 28. 19:30 |

| Ferencváros                                    | 2–0               | MTK                             |
| ---------------------------------------------- | ----------------- | ------------------------------- |
| Heister 30' Tokmac 40' Blažič 56' Baturina 75' | (1–0) Jegyzőkönyv | Varju 20' Kata 42' Miovszki 54' |

| Groupama Aréna, Budapest Játékvezető: Aradi József (magyar) |

| 13. forduló 2020. december 5. 17:00 |

| DVTK                                                               | 1–3               | Ferencváros                                                                     |
| ------------------------------------------------------------------ | ----------------- | ------------------------------------------------------------------------------- |
| Rui Pedro 15', 30' Hasani 43' Sesztakov 47' Grozav 54' Hegedűs 57' | (1–2) Jegyzőkönyv | Baturina 6' Zubkov 19' Haratyin 25' Lovrencsics 53' Frimpong 63' Uzuni 66', 87' |

| DVTK-stadion, Miskolc Játékvezető: Andó-Szabó Sándor (magyar) |

| 14. forduló 2020. december 12. 17:00 |

| Ferencváros                    | 2–0               | Zalaegerszeg                      |
| ------------------------------ | ----------------- | --------------------------------- |
| Laïdouni 68', 72' Baturina 70' | (0–0) Jegyzőkönyv | Sanković 28' Szépe 66' Németh 81' |

| Groupama Aréna, Budapest Játékvezető: Kárpály Mihály (magyar) |

| 15. forduló 2020. december 16. 20:15 |

| Paks                                 | 1–3               | Ferencváros                                                     |
| ------------------------------------ | ----------------- | --------------------------------------------------------------- |
| Lenzsér 14' Szabó J. 43' Szélpál 73' | (1–1) Jegyzőkönyv | Frimpong 3', 71' Haratyin 50', 73' Zubkov 53' Mak 64' Isael 85' |

| Fehérvári úti stadion, Paks Játékvezető: Berke Balázs (magyar) |

| 16. forduló 2020. december 19. 19:30 |

| Ferencváros                                                   | 2–1               | Budafoki MTE                                                               |
| ------------------------------------------------------------- | ----------------- | -------------------------------------------------------------------------- |
| Dvali 46' Lovrencsics 57' Haratyin 62' (11-esből) Škvarka 89' | (0–0) Jegyzőkönyv | Micsinai 50' Viszacsku 56' Margitics 64' Szabó M. 69' Zsóri 75' Huszti 89' |

| Groupama Aréna, Budapest Játékvezető: Solymosi Péter (magyar) |

| 17. forduló 2021. január 23. 17:00 |

| Puskás Akadémia                                  | 1–1               | Ferencváros                               |
| ------------------------------------------------ | ----------------- | ----------------------------------------- |
| Kiss T. 21' Slagveer 43' Nagy Zs. 73' Urblík 73' | (1–0) Jegyzőkönyv | Heister 46' Botka 59' Isael 72' Uzuni 82' |

| Pancho Aréna, Felcsút Játékvezető: Antal Péter (magyar) |

## Bajnokok Ligája

### Selejtezők
| 1. forduló 2020. augusztus 19. 19:00 |

| Ferencváros                              | 2–0               | Djurgårdens IF        |
| ---------------------------------------- | ----------------- | --------------------- |
| Tokmac 33', 63' Blažič 62' Kovačević 66' | (1–0) Jegyzőkönyv | 65' Holmberg 71' Berg |

| Groupama Aréna, Budapest Nézőszám: zárt kapuk mögött Játékvezető: Fedayi San (svájci) |

| 2. forduló 2020. augusztus 26. 20:45 |

| Celtic                             | 1–2               | Ferencváros                                      |
| ---------------------------------- | ----------------- | ------------------------------------------------ |
| Elhamed 27' Christie 53' Brown 62' | (0–1) Jegyzőkönyv | 7', 62' Sigér 40' Haratyin 66' Blažič 75' Tokmac |

| Celtic Park, Glasgow Nézőszám: zárt kapuk mögött Játékvezető: Allard Lindhout (holland) |

| 3. forduló 2020. szeptember 16. 19:00 |

| Ferencváros                                                         | 2–1               | Dinamo Zagreb                              |
| ------------------------------------------------------------------- | ----------------- | ------------------------------------------ |
| Lovrencsics 2' Uzuni 65' Boli 67' Tokmac 78' Frimpong 79' Ćivić 87' | (1–1) Jegyzőkönyv | 23' Uzuni 61' Gojak 81' Jakić 81' Petković |

| Groupama Aréna, Budapest Nézőszám: zárt kapuk mögött Játékvezető: Tobias Stieler (német) |

| Rájátszás Első mérkőzés 2020. szeptember 23. 21:00 |

| Molde FK                                                                                     | 3–3               | Ferencváros                               |
| -------------------------------------------------------------------------------------------- | ----------------- | ----------------------------------------- |
| Aursnes 9' Knudtzon 43' James 55' Hussain 58' Wolff Eikrem 65' Ellingsen 83' Gregersen 90+7' | (0–1) Jegyzőkönyv | 7' Boli 53' Uzuni 87' (11-esből) Haratyin |

| Aker Stadion, Molde Nézőszám: zárt kapuk mögött Játékvezető: Carlos del Cerro Grande (spanyol) |

| Rájátszás Második mérkőzés 2020. szeptember 29. 21:00 |

| Ferencváros | 0–0               | Molde FK                         |
| ----------- | ----------------- | -------------------------------- |
| Botka 42'   | (0–0) Jegyzőkönyv | 26' Aursnes 49' James 55' Hestad |

| Groupama Aréna, Budapest Nézőszám: zárt kapuk mögött Játékvezető: Björn Kuipers (holland) |

### Csoportkör
| 1. forduló 2020. október 20. 21:00 |

| Barcelona                                                                  | 5–1               | Ferencváros                                                    |
| -------------------------------------------------------------------------- | ----------------- | -------------------------------------------------------------- |
| Messi 27' (11-esből) Fati 42' Coutinho 52' Piqué 69′ Pedri 82' Dembélé 89' | (2–0) Jegyzőkönyv | 32' Laïdouni 44' Ćivić 70' (11-esből) Haratyin 90+1' Kovačević |

| Camp Nou, Barcelona Nézőszám: zárt kapuk mögött Játékvezető: Sandro Schärer (svájci) |

| 2. forduló 2020. október 28. 21:00 |

| Ferencváros                                                                | 2–2               | Dinamo Kijiv                                           |
| -------------------------------------------------------------------------- | ----------------- | ------------------------------------------------------ |
| Somália 13' Heister 21' Haratyin 27' Tokmac 59', 72' Laïdouni 71' Boli 90' | (0–2) Jegyzőkönyv | 28' Cihankov 41' de Pena 76' Bujalszkij 86′ Szidorcsuk |

| Groupama Aréna, Budapest Nézőszám: 6 444 Játékvezető: Ivan Kružliak (szlovák) |

| 3. forduló 2020. november 4. 21:00 |

| Ferencváros        | 1–4               | Juventus                            |
| ------------------ | ----------------- | ----------------------------------- |
| Botka 19' Boli 90' | (0–1) Jegyzőkönyv | 7', 60' Morata 73' Dybala 81' Dvali |

| Puskás Aréna, Budapest (Magyarország) Nézőszám: 20 000 Játékvezető: Orel Grinfeld (izraeli) |

| 4. forduló 2020. november 24. 21:00 |

| Juventus                                         | 2–1               | Ferencváros         |
| ------------------------------------------------ | ----------------- | ------------------- |
| Ronaldo 39' Danilo 80' Morata 90+2' Chiesa 90+3' | (1–1) Jegyzőkönyv | 19' Uzuni 67' Sigér |

| Juventus Stadion, Torino Nézőszám: zárt kapuk mögött Játékvezető: Daniel Siebert (német) |

| 5. forduló 2020. december 2. 21:00 |

| Ferencváros  | 0–3               | Barcelona                                                                          |
| ------------ | ----------------- | ---------------------------------------------------------------------------------- |
| Frimpong 28' | (0–3) Jegyzőkönyv | 14', 53' Griezmann 20' Braithwaite 28' (11-esből) Dembélé 30' Busquets 70' Trincão |

| Puskás Aréna, Budapest Nézőszám: zárt kapuk mögött Játékvezető: Alekszej Kulbakov (fehérorosz) |

| 6.forduló 2020. december 8. 21:00 |

| Dinamo Kijiv                     | 1–0               | Ferencváros                                    |
| -------------------------------- | ----------------- | ---------------------------------------------- |
| de Pena 27' Harmas 37' Popov 60' | (0–0) Jegyzőkönyv | 45' Laïdouni 47' Haratyin 59' Blažič 85' Isael |

| Olimpiai Stadion, Kijev Nézőszám: zárt kapuk mögött Játékvezető: Andreas Ekberg (svéd) |

A csoport végeredménye
| Hely. | Csapat       | M | Gy | D | V | G+ | G– | Gk  | P  | Továbbjutás                                |  | JUV | BAR | DKV | FTC |
| ----- | ------------ | - | -- | - | - | -- | -- | --- | -- | ------------------------------------------ |  | --- | --- | --- | --- |
| 1.    | Juventus     | 6 | 5  | 0 | 1 | 14 | 4  | +10 | 15 | Továbbjutott az egyenes kieséses szakaszba |  | —   | 0–2 | 3–0 | 2–1 |
| 2.    | Barcelona    | 6 | 5  | 0 | 1 | 16 | 5  | +11 | 15 | Továbbjutott az egyenes kieséses szakaszba |  | 0–3 | —   | 2–1 | 5–1 |
| 3.    | Dinamo Kijiv | 6 | 1  | 1 | 4 | 4  | 13 | −9  | 4  | Átkerült az Európa-ligába                  |  | 0–2 | 0–4 | —   | 1–0 |
| 4.    | Ferencváros  | 6 | 0  | 1 | 5 | 5  | 17 | −12 | 1  |                                            |  | 1–4 | 0–3 | 2–2 | —   |

1. 1 2  Egymás elleni gólkülönbség: Juventus +1, Barcelona –1.

## Felkészülési mérkőzések

### Nyári felkészülési mérkőzések
| 2020. július 21. 17:00 |

| Ferencváros                          | 2–2               | Haladás                           |
| ------------------------------------ | ----------------- | --------------------------------- |
| Tokmac 19' Szánthó 21' Ramadan 90+1' | (1–1) Jegyzőkönyv | 19' Szekér 43' Kiss B. 75' Jancsó |

| Gornja Radgona Stadion, Gornja Radgona (Szlovénia) Nézőszám: zárt kapuk mögött |

| 2020. július 22. 15:30 |

| Ferencváros                                                          | 9–0   | Frýdek-Místek |
| -------------------------------------------------------------------- | ----- | ------------- |
| Ramadan 26' Boli 46', 56', 78' Szánthó 59', 66', 75' Tokmac 64', 83' | (1–0) | 16' Literák   |

| Bad Radkersburg, (Ausztria) Nézőszám: zárt kapuk mögött |